# غدب سناني
غدب سناني (باللاتينية: Scrophularia lanceolata) هو نوع نباتي يتبع جنس الغدب من الفصيلة الغدبية.